# Gloria Meneses
Gloria Meneses (1910 – 1996) fue una mujer transgénero de Uruguay. Es considerada una de las primeras travestis de América Latina y una de las más longevas.

## Biografía
Gloria hizo su transición en el año 1950. Tomó su nombre de la actriz brasileña Glória Menezes. Había heredado dinero de una tía y actuaba en diferentes teatros imitando a la actriz argentina Tita Merello.
En 1995 el director uruguayo Aldo Garay estrenó Yo, la más tremendo, donde Meneses apareció junto a un grupo de travestis montevideanas.
En 2010, el Centro de Fotografía de Montevideo realizó una muestra titulada Cien años de Gloria, en homenaje a su lucha por el reconocimiento a la diversidad sexual. Ese mismo año, el cineasta Aldo Garay exhibió su obra La Gloria de Hércules, un corto documental que narra la vida de Gloria. La obra fue exhibida en diferentes espacios culturales, incluyendo el Malba.
En 2022, la intendenta de Montevideo, Carolina Cosse, propuso renombrar una calle del Barrio Sur para homenajear a Gloria Meneses, destacando su valentía. El miércoles 20 de noviembre del año 2024, la Intendencia renombra la calle donde se encuentra la Plaza de la Diversidad, pasando de ser Policia Vieja a llamarse Gloria Meneses.
En 2023, el investigador Diego Sempol y Aldo Garay presentaron la muestra La vida de Gloria Meneses. Memoria histórica y silencios, que reúne fotografías de la vida de Gloria.

## Filmografía
- Yo, la más tremendo (1995)
- La Gloria de Hércules (2010)